# ЗИЛ-131
ЗИЛ-131 е модел съветски военно-транспортен камион на компанията „ЗИЛ“. Сходен е с изцяло цивилния ЗИЛ-130 и се използва за различни цели в множество модификации, включително като платформа за БМ-21 Град и БМ-51 Прима. Задвижван е от V-образен 8-цилиндров двигател и развива максимална скорост от 80 километра в час. Използва се като основен транспортен камион от държавите в бившия Варшавски договор, Монголия, Сърбия, КНДР, Афганистан, Либия, Перу, Сирия и други.
АМУР – АМУР-531340: analogue ЗиЛ-131 Архив на оригинала от 2012-03-17 в Wayback Machine.